# Mîronivka, Peatîhatkî
Mîronivka (în ucraineană Миронівка) este un sat în comuna Holodiivka din raionul Peatîhatkî, regiunea Dnipropetrovsk, Ucraina.

## Demografie
Componența lingvistică a localității Mîronivka
     Ucraineană (100%)
Conform recensământului din 2001, toată populația localității Mîronivka era vorbitoare de ucraineană (100%).